# Siewierobajkalsk
Siewierobajkalsk (ros. Северобайкальск) – miasto w Buriacji (Rosja), powstałe w latach siedemdziesiątych jako jedna z baz Kolei Bajkalsko-Amurskiej. Centrum rejonu siewierobajkalskiego. Siewierobajkalsk położony jest na północnym skraju Bajkału, 1048 km od Ułan Ude i liczy 25,8 tys. mieszkańców (2005).
W miejscowości zlokalizowane są przedsiębiorstwa związane z koleją, zakład przetwórstwa rybnego oraz funkcjonuje przemysł leśny.
Od 2015 miasto jest siedzibą eparchii siewierobajkalskiej.

## Galeria

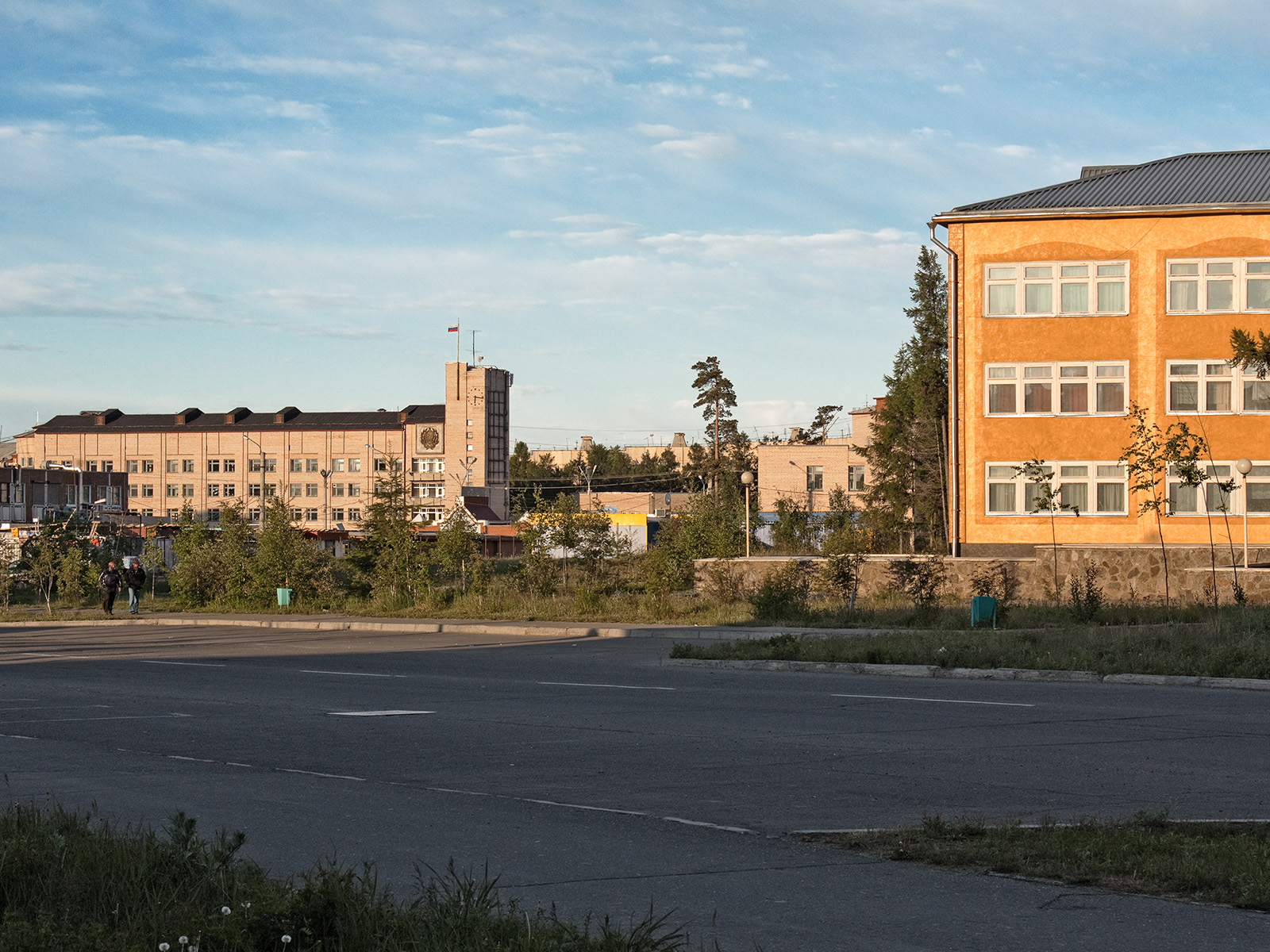
Centrum miasta
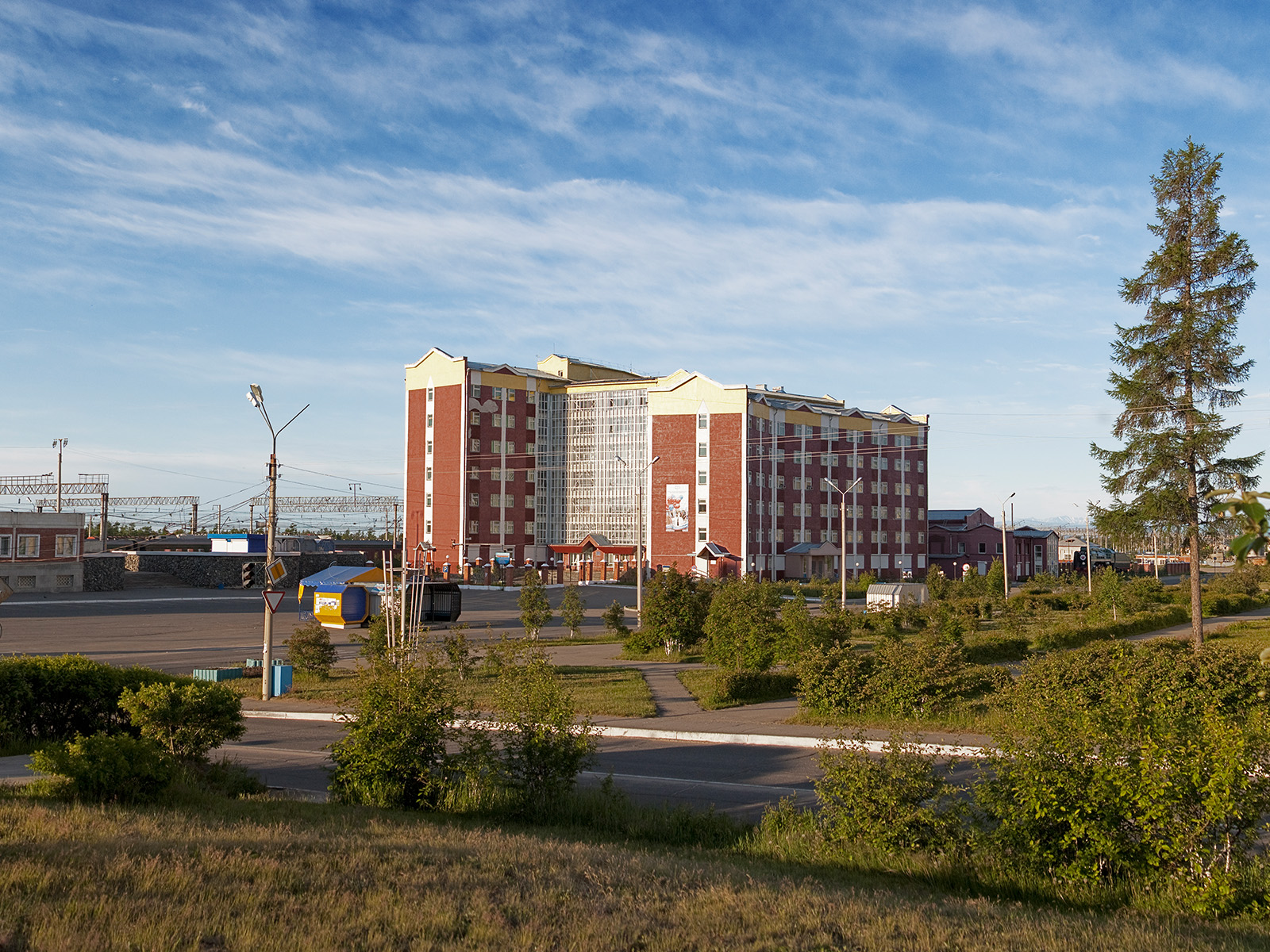
Poliklinika
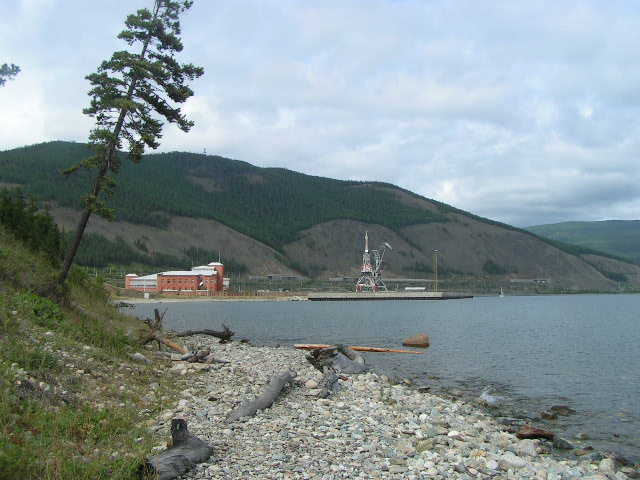
Przystań wodna
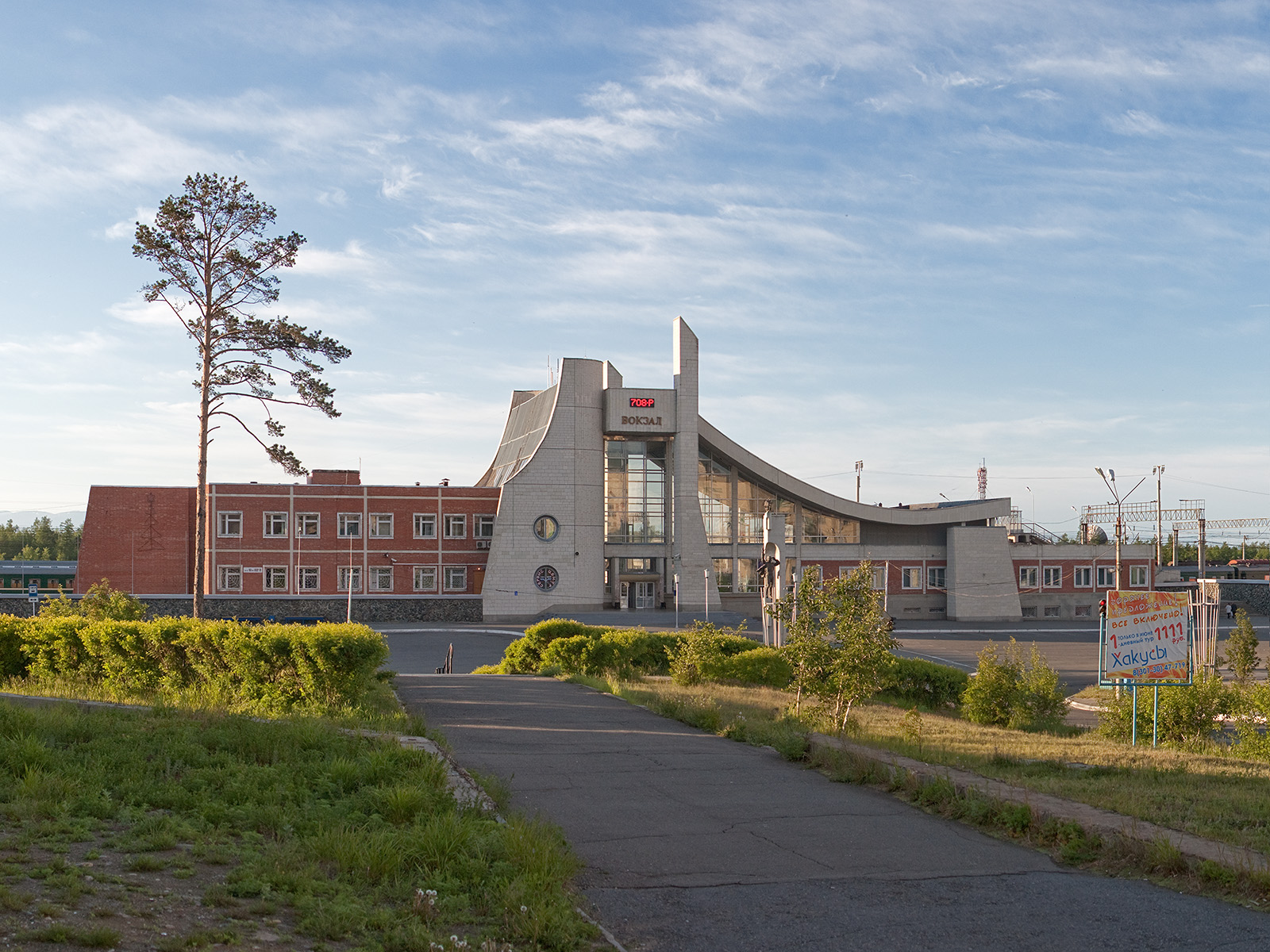
Dworzec kolejowy
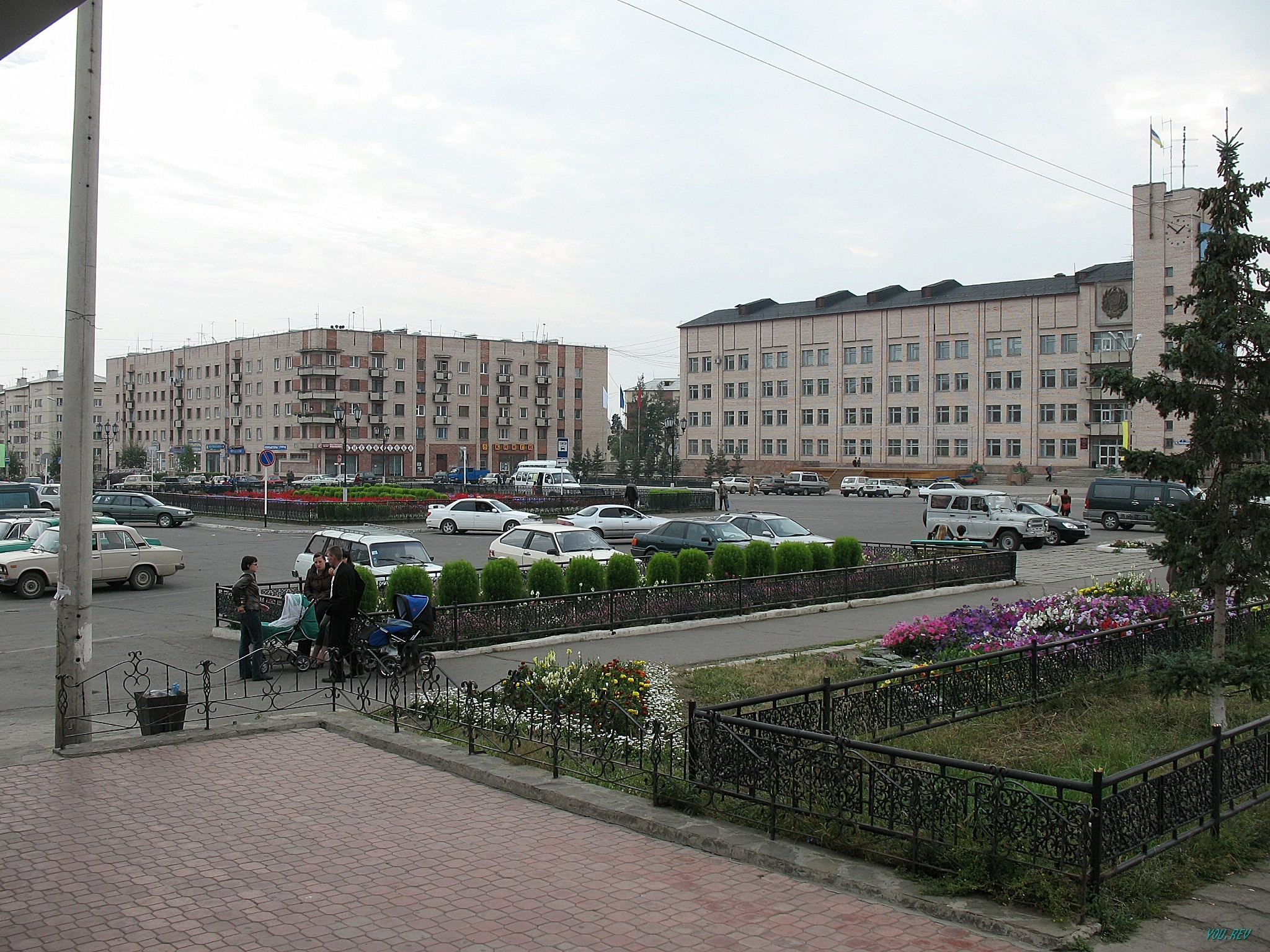
Administratura miasta